# BoJack Horseman (säsong 2)
Säsong 2 av BoJack Horseman, en amerikansk animerad TV-serie skapad av Raphael Bob-Waksberg, började sändas den 17 juli 2015 på streamingtjänsten Netflix. Säsongen består av 12 avsnitt.

## Avsnittsguide
Samtliga avsnitt är listade efter sändningsdatum.
| Nr i serien | Nr i säsongen | Titel              | Regissör      | Manus                          | Originalvisning |
| ----------- | ------------- | ------------------ | ------------- | ------------------------------ | --------------- |
| 14          | 1             | "Brand New Couch"  | Amy Winfrey   | Raphael Bob-Waksberg           | 17 juli 2015    |
| 15          | 2             | "Yesterdayland"    | J.C. Gonzalez | Peter A. Knight                | 17 juli 2015    |
| 16          | 3             | "Still Broken"     | Amy Winfrey   | Mehar Sethi                    | 17 juli 2015    |
| 17          | 4             | "After the Party"  | J.C. Gonzalez | Joe Lawson                     | 17 juli 2015    |
| 18          | 5             | "Chickens"         | Mike Roberts  | Joanna Calo                    | 17 juli 2015    |
| 19          | 6             | "Higher Love"      | J.C. Gonzalez | Vera Santamaria                | 17 juli 2015    |
| 20          | 7             | "Hank After Dark"  | Amy Winfrey   | Kelly Galuska                  | 17 juli 2015    |
| 21          | 8             | "Let's Find Out"   | Matt Mariska  | Alison Flierl & Scott Chernoff | 17 juli 2015    |
| 22          | 9             | "The Shot"         | Matt Mariska  | Elijah Aron & Jordan Young     | 17 juli 2015    |
| 23          | 10            | "Yes And"          | J.C. Gonzalez | Mehar Sethi                    | 17 juli 2015    |
| 24          | 11            | "Escape From L.A." | Amy Winfrey   | Joe Lawson                     | 17 juli 2015    |
| 25          | 12            | "Out to Sea"       | Mike Roberts  | Elijah Aron & Jordan Young     | 17 juli 2015    |